# Ana Maria Machado
Ana Maria Machado, född 24 december 1941 i Rio de Janeiro, är en brasiliansk journalist, författare och lärare. Machado har skrivit över 100 böcker, främst för barn och ungdomar. Hon är sedan 2003 medlem av Brasilianska litterära akademin.

## Biografi

### Bakgrund
Ana Maria Machado föddes 1941 i Rio de Janeiro, som den äldsta av nio barn. Som barn tillbringade hon tre månader om året i ett fiskeläge ute vid kusten, tillsammans med sina farföräldrar. Där fanns ingen elektricitet, så varje kväll samlades man för att berätta och lyssna på varandras historier.
Machado började sitt yrkesliv som målare, innan sina studier i romanska språk. Efter studier utomlands (i USA, Frankrike och Italien) började hon arbeta som journlist. Hon föreläste även hemma i Brasilien som universitetslektor och startade en bokhandel.

### Författarkarriär och utmärkelser
Hennes första bok publicerades 1969. Hennes verk spänner från barn- och bilderböcker, via ungdomsromaner och teaterpjäser, till poesi, folksagor och fackböcker. Som översättare har hon arbetat med Alice i underlandet och Peter Pan.
Machados böcker har sammanlagt sålt i över nästan 19 miljoner exemplar. Hon har själv besökt Sverige och framträtt på bokmässan i Göteborg vid ett antal tillfället, bland annat 1985, 1995, 2003 och 2014.
År 2000 fick Machado ta emot H.C. Andersen-medaljen. Hon är sedan 2003 medlem av den Brasilianska litterära akademin.

## Författarskap
I sina böcker skriver Machado ofta om familjen och känslan att vara del av en oändlig kedja.
1982 års Bisa bia, bisa bel (1988 översatt till svenska som Isabel) använder sig i likhet med många andra brasilianska barnböcker av en "magisk" realism av det fantastiska slaget. Hennes böcker är aldrig skrivna i serie, utan de är avslutade berättelser.